# Слабунівка
Слабуні́вка — село в Україні, у Балаклійському районі Харківської області. Населення становить 361 осіб. До 2020 орган місцевого самоврядування — Веселівська сільська рада.

## Географія
Села Пазіївка, Слабунівка та Українка утворюють ланцюг населених пунктів, які примикають один до одного, і знаходиться уздовж автомобільної дороги E40, М03. Поруч із селом знаходяться дві балки з пересихаючими струмками, на яких за допомогою дамб зроблені ставки.

## Економіка
В селі є молочно-товарна ферма.

## Історія
Село постраждало внаслідок геноциду українського народу, проведеного урядом СССР в 1932—1933 роках, кількість встановлених жертв у Бабариківці, Пазіївці, Слабунівці, Макарівці, Крючках, Теплянці Першій, Теплянці Другій, Жуваківці, Нуровому, Якимівці, Сухому Яру, Чорнобаївці — 479 людей.
12 червня 2020 року, відповідно до Розпорядження Кабінету Міністрів України  № 725-р «Про визначення адміністративних центрів та затвердження територій територіальних громад Харківської області», увійшло до складу Савинської селищної територіальної громади.
19 липня 2020 року, в результаті адміністративно-територіальної реформи та ліквідації Балаклійського району, село увійшло до складу новоутвореного Ізюмського району.

## Населення

### Мова
Розподіл населення за рідною мовою за даними перепису 2001 року:
| Мова       | Кількість | Відсоток |
| ---------- | --------- | -------- |
| українська | 311       | 86.15%   |
| російська  | 50        | 13.85%   |
| Усього     | 361       | 100%     |

## Також
- Перелік населених пунктів, що постраждали від Голодомору 1932-1933, Харківська область